# Мечі в камені
Мечі в камені (норв. Sverd i fjell) — монумент у Гафрсфйорді, Норвегія.
Монумент створений скульптором Фріцом Рее (норв. Fritz Røed) із Брюна та відкритий Олафом V Норвезьким в 1983 році. Три великі мечі стоять на пагорбі і нагадують про велику битву біля Гафрсфйорду в 872 році, коли конунг Гаральд Прекрасноволосий, здолавши своїх ворогів, об'єднав усю Норвегію під своєю владою.
Найдовший меч уособлює короля-переможця, а два менші, завдовжки 10 метрів, — правителів, які зазнали поразки. Символічним є те, що вони застромлені в землю — ознака миру і того, що вже ніколи не будуть використані.